# Kobylnica Wołoska
Kobylnica Wołoska (w latach 1977–1981 Kopytów Górny) – wieś w Polsce, położona w województwie podkarpackim, w powiecie lubaczowskim, w gminie Wielkie Oczy, w odległości ok. 4 km od granicy z Ukrainą, nad potokiem Łazanka (prawobrzeżny dopływ rzeki Szkło, która uchodzi do Sanu w pobliżu Radymna.
W latach 1954–1961 wieś należała i była siedzibą władz gromady Kobylnica Wołoska, po jej zniesieniu w gromadzie Wielkie Oczy. W latach 1975–1998 wieś administracyjnie należała do województwa przemyskiego.
Wieś starostwa niegrodowego lubaczowskiego na początku XVIII wieku.

## Integralne części wsi
| SIMC    | Nazwa    | Rodzaj     |
| ------- | -------- | ---------- |
| 0613091 | Chrycki  | część wsi  |
| 0613100 | Dumy     | część wsi  |
| 0613151 | Geregi   | przysiółek |
| 0613116 | Mielniki | część wsi  |
| 0613122 | Podłozy  | część wsi  |
| 0613139 | Romanki  | część wsi  |
| 0613168 | Szczeble | przysiółek |
| 0613145 | Ulica    | część wsi  |

## Historia
Pierwszą pisaną informację o miejscowości spotykamy w roku 1557 i pochodzi ona z aktu o bardzo wysokiej randze, mianowicie z przywileju królewskiego, który nadawał dworzaninowi Mikołajowi Tarło ze Szczekarzowic prawo do założenia miasta na terenach wsi Kobylnicy Ruskiej i Wołoskiej. Była to nagroda od króla Zygmunta Augusta za zasługi w walkach „przeciwko Moskwie, Tatarom i Wołochom u boku hetmana Jana Tarnowskiego”. W rzeczywistości lokacja miasta nie doszła do skutku.
Pod koniec XIX w. we wsi istniała karczma o nazwie Wydra.
W II Rzeczypospolitej wieś w powiecie jaworowskim województwa lwowskiego. W latach 1941–1946 nacjonaliści ukraińscy z OUN-UPA zamordowali tutaj 19 Polaków.
We wsi znajduje się cerkiew murowana pw. św. Dymitra z 1924 r. Po 1947 r. przez wiele lat nieużytkowana, potem przejęta przez kościół katolicki jak kościół filialny parafii Trójcy Przenajświętszej w Potoku Jaworowskim. Od 1985 r. wykorzystywana wspólnie z wiernymi wyznania greckokatolickiego.
Wieś położona około 7 km od przejścia granicznego w Korczowej.
W miejscowości tej znajduje się biblioteka wiejska oraz sklep.
Przez wieś przebiega popularny szlak turystyczny na Roztocze.

## Wspólnoty wyznaniowe
- Kościół rzymskokatolicki:
  - kościół filialny pw. N.M.P. Królowej
- Kościół greckokatolicki:
  - cerkiew parafialna pw. św. Dymitra

## Osoby związane z miejscowością
- Piotr Kryk – egzarcha bizantyjsko-ukraińskiego egzarchatu Niemiec i Skandynawii